# Pseudomops affinis
Pseudomops affinis är en kackerlacksart som först beskrevs av Hermann Burmeister 1838.  Pseudomops affinis ingår i släktet Pseudomops och familjen småkackerlackor. Inga underarter finns listade i Catalogue of Life.